# Collegio di Meriden and Solihull East
Meriden and Solihull East è un collegio elettorale inglese situato nella contea delle West Midlands, nella regione delle Midlands Occidentali, rappresentato alla Camera dei comuni del Parlamento del Regno Unito. Elegge un membro del parlamento con il sistema first-past-the-post, ossia maggioritario a turno unico; l'attuale parlamentare è Saqib Bhatti del Partito Conservatore, che rappresenta il collegio dal 2024.

## Estensione
Il collegio è costituito dai seguenti ward elettorali del borgo metropolitano di Solihull: Bickenhill; Chelmsley Wood; Dorridge and Hockley Heath; Elmdon; Kingshurst and Fordbridge; Knowle; Meriden e Silhill.

## Membri del parlamento
| Elezione | Elezione | Deputato     | Partito      |
| -------- | -------- | ------------ | ------------ |
|          | 2024     | Saqib Bhatti | Conservatore |

## Elezioni

### Elezioni negli anni 2020
| Partito                    | Partito                                         | Candidato                  | Risultati 4 luglio 2024 | Risultati 4 luglio 2024 |
| Partito                    | Partito                                         | Candidato                  | Voti                    | %                       |
| -------------------------- | ----------------------------------------------- | -------------------------- | ----------------------- | ----------------------- |
|                            | Conservatore                                    | Saqib Bhatti               | 16 792                  | 38,13                   |
|                            | Laburista                                       | Sarah Alan                 | 12 208                  | 27,72                   |
|                            | Reform UK                                       | Malcolm Sedgley            | 8 753                   | 19,88                   |
|                            | Lib Dem                                         | Sunny Virk                 | 3 353                   | 7,61                    |
|                            | Verdi                                           | Shesh Sheshabhatter        | 2 929                   | 6,65                    |
|                            |                                                 |                            |                         |                         |
| Iscritti                   | Iscritti                                        | Iscritti                   | 73 659                  | 100,00                  |
| ↳ Votanti (% su iscritti)  | ↳ Votanti (% su iscritti)                       | ↳ Votanti (% su iscritti)  | 44 198                  | 60,00                   |
| ↳ Astenuti (% su iscritti) | ↳ Astenuti (% su iscritti)                      | ↳ Astenuti (% su iscritti) | 29 461                  | 40,00                   |
|                            |                                                 |                            |                         |                         |
|                            | Esito: collegio a Conservatore (nuovo collegio) |                            |                         |                         |